# Cervelle (aliment)
Pour les articles homonymes, voir Cerveau.

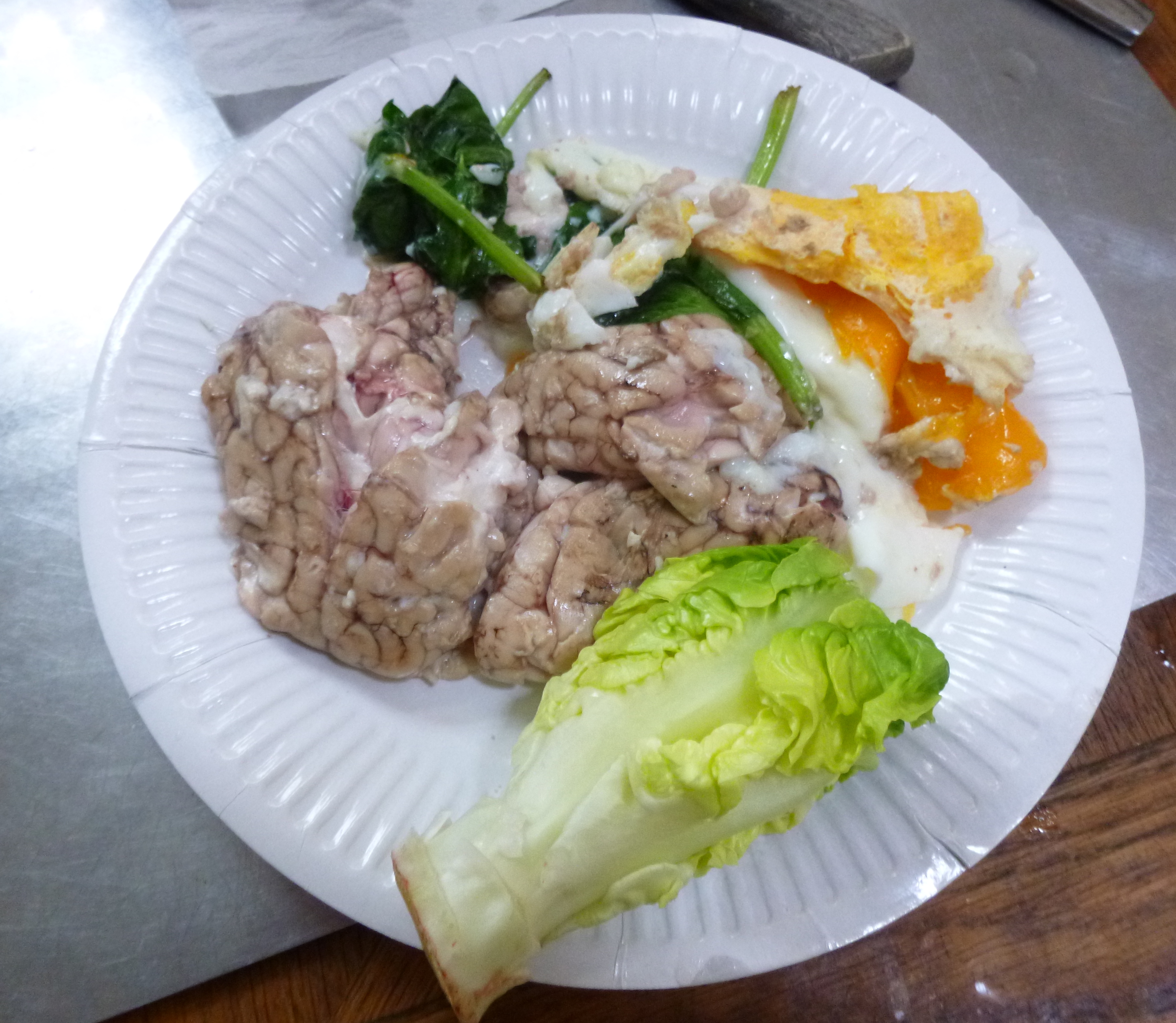
Cervelle de porc servie avec des œufs et du cresson.

La cervelle, comme la plupart des organes internes du corps des animaux que l'on classe généralement dans les abats, est utilisée comme aliment. On utilise couramment la cervelle de veau, de bœuf, d'agneau, de mouton ou de porc.

## Consommation et culture
Le cerveau des animaux est présent dans la cuisine française, dans des plats tels que la cervelle de veau et la tête de veau. Un plat appelé maghaz est populaire au Pakistan, au Bangladesh ou encore dans certaines régions de l'Inde. Dans la cuisine turque, la cervelle peut être frite, cuite au four ou consommée en salade. Dans la cuisine chinoise, la cervelle est un mets délicat dans la cuisine de Chongqing ou du Sichuan, et elle est souvent cuisinée dans un hot pot épicé ou sur le barbecue. Dans la partie sud de la Chine, la cervelle de porc est utilisée pour le tianma zhunao tang. Dans le sud de l'Inde, le curry ou la friture de cervelle de chèvre est un mets délicat. Même à Mumbai, la communauté indigène locale des Indes orientales a sa propre version du curry masala de cervelle.
Parmi les plats similaires du monde entier, on peut citer les tacos de sesos mexicains. La tribu Anyang du Cameroun pratiquait une tradition selon laquelle un nouveau chef de tribu consommait le cerveau d'un gorille chassé, tandis qu'un autre membre plus âgé de la tribu mangeait le cœur. La cuisine indonésienne, spécialité de la cuisine Minangkabau, propose également un plat composé de cervelle de bœuf dans une sauce au lait de coco appelé gulai banak (curry de cervelle de bœuf),. Aux Philippines, le tuslob buwa est une nourriture de rue populaire dans la capitale régionale de Cebu City, faite de cervelle de porc frite. Dans la cuisine cubaine, les "beignets de cervelle" sont fabriqués en enrobant des morceaux de cervelle avec de la chapelure, puis en les faisant frire. Dans la vallée de la rivière Ohio, les sandwichs à la cervelle frite sont populaires, surtout dans la région d'Evansville, dans l'Indiana.

## Composition nutritionnelle
Le DHA, un important acide gras oméga-3, se trouve concentré dans le cerveau des mammifères. Par exemple, selon Nutrition Data, 85 g de cervelle de bœuf cuite contiennent 727 mg de DHA. À titre de comparaison, le NIH a déterminé que les jeunes enfants ont besoin d'au moins 150 mg de DHA par jour, et que les femmes enceintes et allaitantes ont besoin d'au moins 300 mg de DHA.
La consommation de cerveaux de bœuf a été liée à des épidémies de la maladie de Creutzfeldt-Jakob chez l'Homme, ce qui a conduit à des réglementations strictes concernant les parties du bétail pouvant être vendues pour la consommation humaine dans de nombreux pays. Une autre maladie à prions, appelée kuru, a été attribuée à un rituel funéraire chez les Fore de Papouasie-Nouvelle-Guinée, au cours duquel les proches du défunt mangeaient le cerveau de ce dernier pour créer un sentiment d'immortalité.